# 日本テーラワーダ仏教協会
宗教法人日本テーラワーダ仏教協会（にほんテーラワーダぶっきょうきょうかい、英語: Japan Theravada Buddhist Association）は、上座部仏教系の日本の宗教団体である。1994年に設立され、2003年に宗教法人法に基づく宗教法人として登記された。
上座部仏教とも呼ばれるテーラワーダ仏教の布教伝道、マハシ系のヴィパッサナー瞑想指導を行っている。スリランカ出身でシャム派のアルボムッレ・スマナサーラ（スリランカ上座部仏教シャム派日本大僧伽主任長老）が代表役員（貫首）を務める。
日本テーラワーダ仏教協会の精舎やダンマサークル 、協力寺院 などで慈悲の瞑想、ヴィパッサナー瞑想の指導や実践などがなされている。
日本テーラワーダ仏教協会では、釈尊直説のパーリ語経典を主体に選定し、日常読誦経典としている
。
「パティパダー」は、テーラワーダ仏教専門誌として日本テーラワーダ仏教協会が発行する1995年創刊の月刊機関誌であり、協会会員に配布している。その他、日本テーラワーダ仏教協会は、以下の媒体等により、協会が所有する膨大な法話コンテンツを発信している。
- 書籍:協会で発行された書籍のほか、テーラワーダ仏教関連書籍の情報を提供。
- 動画・音声:講演会などの映像や音声データを販売。
- 電子書籍:過去の冊子や絶版書籍を電子化し、Amazon Kindleで配信。
- 施本:年に数回、無料の法話小冊子を協会会員に配布。非会員でも無料で入手可能。
- YouTube：YouTube公式チャンネル[22]により法話等を配信。

## 歴史
- 1994年11月、スリランカ出身の僧侶アルボムッレ・スマナサーラが日本人在家仏教徒と共に、日本テーラワーダ協会（のちの日本テーラワーダ仏教協会）を設立した（初代会長：鈴木一生）[3]。

- 2001年  5月、東京都渋谷区幡ヶ谷にゴータミー精舎幡ヶ谷テーラワーダ仏教センター設立[3]。
- 2003年  5月、宗教法人登記[3]。
- 2005年  4月、大阪府岸和田市にアラナ精舎設立[3]。
- 2005年  8月、アルボムッレ・スマナサーラがスリランカ上座仏教シャム派総本山アスギリヤ大精舎（英語版）にて日本大サンガ主任長老[注 5]に任命される[3]。
- 2006年  4月、アスギリヤ大寺管長で世界遺産ダラダー・マーリガーワ寺院の管理責任者も務めるウドゥガマ・スリ・ダンマダッシー・ラタナパーラ・ブッダラッキタ法王（大僧正、Udugama Sri Dhammadhassi Ratarapala Buddharakkhita）らを招聘し、国内3ヶ所（東京都八王子市、兵庫県三田市）に上座部仏教の戒壇を設立する[3][25][26]。
- 2009年  5月、佐賀県鹿島市に佐賀新精舎設立[27]。
- 2009年  5月、兵庫県三田市にマーヤーデーヴィー精舎設立[28]。
- 2018年  6月、日本テーラワーダ仏教協会のYouTube公式チャンネルを登録[22]
- 2019年  5月、スジャータ婦人会（Sujātā Buddhist Sisters）発足[29]。
- 2019年  6月、アルボムッレ・スマナサーラが代表役員（貫首）に就任[30]。
- 2020年12月、スジャータ寺（スジャータ婦人会ホームページ）[31]落慶法要が営まれた[32] 。
- 2022年  6月、柳 順一[33]が会長に就任[34]。
- 2023年  5月、静岡県熱海市に熱海仏法学舎設立 [35]。

## 講師
- ウィセッタ長老（ミャンマー生まれ。16歳で出家。）[5]
- アルボムッレ・スマナサーラ長老（1945年スリランカ生まれ。13歳で出家。）[36]
- ウドゥガンポラ・ヘーマラタナ長老（1985年スリランカ生まれ。14歳で出家。）[37][38][注 6]
- ヤサ長老（日本生まれ。2004年出家。）[39]
- チャラナ比丘[40][41]
- プンナ比丘（1949年日本生まれ。24歳で日本の仏教宗門で出家。72歳でスリランカにて比丘出家。）[42]
- 藤本晃（1962年日本生まれ。誓教寺住職。）
- 木下全雄（1971年日本生まれ。三宝庵住職。）[43][44][45]
- 佐藤哲朗（1972年日本生まれ。ゆるねこ仏教オンライン講座等の講師。）[46][47][48]

## 精舎[8]
| 名称                   | 住所                                 |
| ---------------------- | ------------------------------------ |
| ゴータミー精舎         | 〒151-0072 東京都渋谷区幡ヶ谷1-23-9  |
| アラナ精舎             | 〒596-0835 大阪府岸和田市流木町226-3 |
| マーヤーデーヴィー精舎 | 〒669-1525 兵庫県三田市対中町21-2    |
| 熱海仏法学舎           | 〒413-0038 静岡県熱海市西熱海町2-2-6 |
| 佐賀精舎               | 〒849-1323 佐賀県鹿島市音成2794      |

## 協力寺院[8]
| 名称                              | 住職     | 住所                                      |
| --------------------------------- | -------- | ----------------------------------------- |
| 常栄山 誓教寺（浄土真宗単立寺院） | 藤本晃   | 〒744-0042 山口県下松市切山 347           |
| 禅東院（禅宗系単立寺院）          | 大石貴弘 | 〒192-0066 東京都八王子市本町17-19        |
| 浄土真宗 浄楽山明西寺（単立寺院） | 原 淳亮  | 〒870-0928 大分県大分市南下郡14-1         |
| 追浜三宝庵                        | 木下全雄 | 〒237-0063 神奈川県横須賀市追浜東町1-61-2 |

## 脚註